# مارجيري شارب
مارجيري شارب (بالإنجليزية: Margery Sharp)‏ (25 يناير 1905، سالزبوري في المملكة المتحدة - 14 مارس 1991، لندن في المملكة المتحدة)؛ كاتِبة مُتخصِّصة في أدب الأطفال، سيناريست وروائية بريطانية. درست في جامعة لندن.

## روابط خارجية
- مارجيري شارب على موقع IMDb (الإنجليزية)
- مارجيري شارب على موقع ألو سيني (الفرنسية)
- مارجيري شارب على موقع أول موفي (الإنجليزية)
- مارجيري شارب على موقع قاعدة بيانات برودواي على الإنترنت (الإنجليزية)
- مارجيري شارب على موقع قاعدة بيانات الأفلام السويدية (السويدية)
- مارجيري شارب على موقع قاعدة بيانات الفيلم (الإنجليزية)
- مارجيري شارب على موقع كينوبويسك (الروسية)